# Ангелът унищожител
„Ангелът унищожител“ (на испански: El ángel exterminador) е мексикански сатиричен филм от 1962 година на режисьора Луис Бунюел по негов собствен сценарий, базиран на пиесата на Хосе Бергамин „Los naufragos de la calle Providencia“. В центъра на сюжета са група хора от висшето общество, които по неизвестна причина не могат да напуснат помещението, в което се намират. Главните роли се изпълняват от Силвия Пинал, Енрике Рамбал и Клаудио Брук.

## Сюжет
По време на официална вечеря в имението на сеньор Едмундо Нобиле (Енрике Рамбал) и съпругата му Лусия (Луси Гаярдо) прислужниците внезапно започват да напускат местата си, докато не остава само главният иконом (Клаудио Брук). След вечерята гостите се събират в музикалния салон, където една от жените свири соната на пианото. По-късно, когато би трябвало да се разотидат, гостите започват да свалят саката си и да разхлабват вратовръзките си и се настаняват да нощуват по дивани, столове и на пода.
На следващата сутрин става ясно, че по необяснима причина те са психологически, а не физически, ограничени и не могат да напуснат музикалния салон. Те изразходват остатъците от вода и храна от предишната вечер. Дните минават и положението им се влошава – стават агресивни, враждебни и истерични, само доктор Карлос Конде (Аугусто Бенедико) с рационални аргументи успява да успокоява гостите. Един от тях, възрастният Серхио Ръсел (Антонио Браво), умира и тялото му е поставено в голям шкаф. Много по-късно млади годеници се заключват в гардероб и се самоубиват.
Междувременно гостите успяват да разбият една от стените и да пробият водопроводна тръба. Няколко овци и мечка, с които домакинята първоначално е забавлявала гостите, се освобождават и влизат в стаята, а гостите заколват овцете и пекат месото им на огън, запален с паркет и натрошени мебели. Доктор Конде разкрива на Нобиле, че неговата пациентка Леонора (Берта Мос) умира от рак и получава таен запас от морфин, за да я поддържа в добро състояние, но морфинът е откраднат от други гости, брат и сестра. Кабалистката Ана (Надя Будсок) прави опит да освободи гостите чрез мистична церемония, но се проваля.
Раул (Тито Хунко) обвинява Нобиле за положението и заявява, че той трябва да бъде принесен в жертва. Доктор Конде и полковник Алваро (Сесар дел Кампо) трудно успяват да спрат разгневената тълпа. Нобиле предлага сам да отнеме живота си, когато Летисия (Силвия Пинал) забелязва, че всички гости са в същото положение, както в началото на проблемите си. Следвайки нейните указания, групата започва да възстановява своите разговори и движение от първата нощ, след което всички откриват, че вече са свободни да напуснат стаята. Извън имението гостите са посрещнати от местната полиция и прислугата, които пък не са можели да влязат в къщата.
В знак на благодарност за спасението си гостите отиват на служба в църквата. Когато тя приключва, присъстващите се оказват затворени в църквата, като не е ясно дали сред тях са гостите от имението, които изглежда са изчезнали. В същото време по улиците започват безредици, брутално потушени от армията. В последната сцена група овце влиза в църквата в колона под звуците на изстрели.

## В ролите
| Изпълнител       | Роля                 |
| ---------------- | -------------------- |
| Силвия Пинал     | Летисия „Валкирия“   |
| Енрике Рамбал    | Едмундо Нобиле       |
| Клаудио Брук     | Хулио                |
| Хосе Бавиера     | Леандро Гомес        |
| Аугусто Бенедико | Карлос Конде, доктор |
| Жаклин Андере    | Алисия де Рок        |

## Награди и номинации
- Филмът е номиниран за „Златна палма“ на Фестивала в Кан.